# ASFA

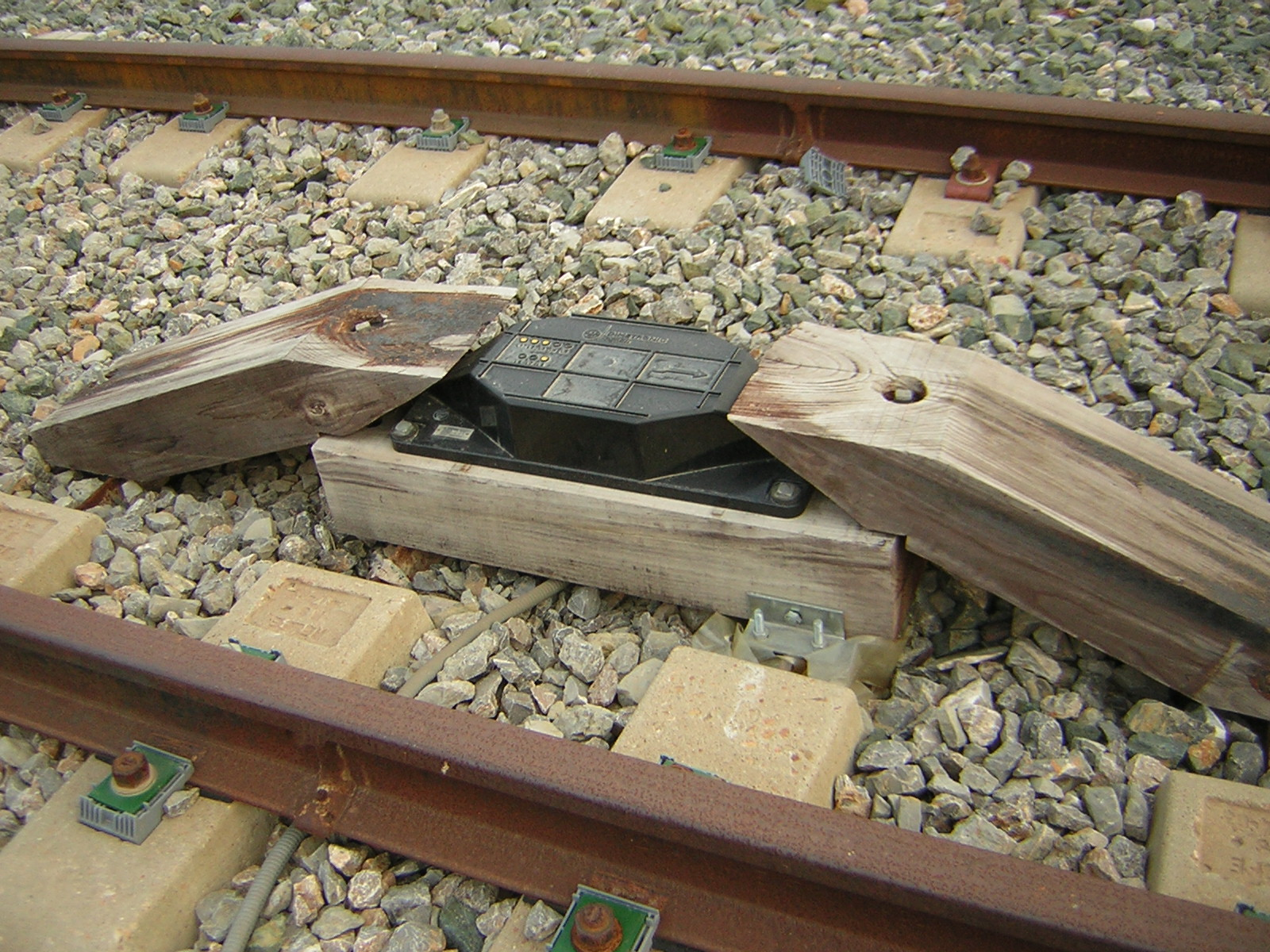
ASFA-Balise

ASFA-Balisenleser an einer Lokomotive der Baureihe 319.2

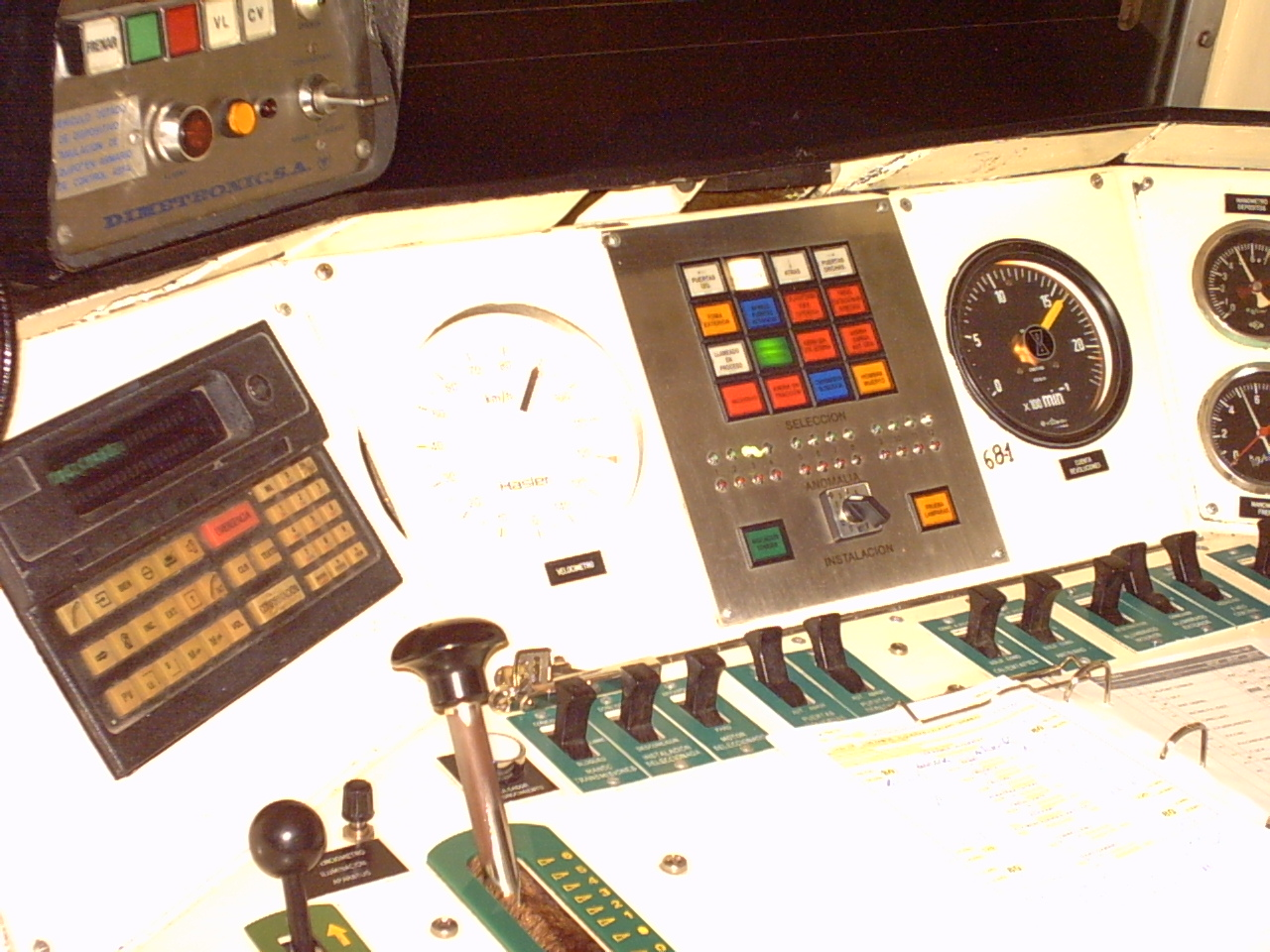
Führerstand eines Triebwagens der Baureihe 592 mit ASFA-Signalisierung (oben links)

ASFA (Anuncio de Señales y Frenado Automático; deutsch Ankündigung von Signalen und automatisches Bremsen) ist ein spanisches Zugbeeinflussungssystem mit punktförmiger Übertragung und Bremsüberwachung.

## Geschichte
Das ASFA-System wurde Anfang der 1970er-Jahre nach Ausschreibungsunterlagen der spanische Eisenbahngesellschaft RENFE von der Firma WABCO (Westinghouse Air Brake Company) entwickelt. Ab Mai 1972 wurde das System auf der Strecke Guadalajara–Azuqueca de Henares getestet. Am 23. Juni 1975 folgte die erste öffentliche Vorstellung des Systems zusammen mit der Einweihung der Elektrifizierung der Strecke Madrid–Guadalajara. Doch erst 1978 ging das System auf der Strecke Madrid–Guadalajara in den normalen Regelbetrieb über und die Entwicklung wurde von RENFE abgenommen.

## Funktion
Das ASFA-System besteht aus Balisen auf der Strecke und dazu zugehörigen Fahrzeugausrüstungen. Die Balisen sind Behälter, die einen Schwingkreis (bestehend aus einer Induktionsspule und einem regelbaren Kondensator) enthalten. Sie werden im Gleis in Fahrtrichtung rechts von der Mitte etwa fünf Meter sowie 300 Meter vor einem Signal montiert. Es gibt sowohl passive als auch schaltbare Balisen. Die passiven Balisen senden immer dieselbe Resonanzfrequenz aus, während in den schaltbaren Balisen die Kapazität des Kondensators in Abhängigkeit von der Anzeige eines zugehörigen Eisenbahnsignales verändert wird. Auf diese Art wird die Resonanzfrequenz der Balise verändert und damit eine andere Information übertragen.
Die Fahrzeugausrüstung enthält einen Erregermagneten, der eine feste Induktionsfrequenz von 111.103 Hz aussendet (frecuencia permanente) und ein Balisenlesegerät. Beim Überfahren der Balise regt diese Induktionsfrequenz den Schwingkreis der Balise zu Eigenschwingungen an. Die so von der Balise ausgesendete Resonanzfrequenz wird vom Balisenlesegerät erfasst.
Das System kennt acht Resonanzfrequenzen im Frequenzband zwischen 50 kHz und 120 kHz, die verschiedenen Informationen wie Warnung, Geschwindigkeitsüberwachung und Zwangsbremsung zugeordnet sind. Die Fahrzeugausrüstung des Zuges registriert bei einer erfolgten Beeinflussung den Spannungsabfall in der beeinflussten Sendespule und bewirkt abhängig von den aktiven Schwingkreisen in der Balise die entsprechenden Signalisierungen an den Triebfahrzeugführer oder löst eine Zwangsbremsung aus.
Die Geschwindigkeitsüberwachung erfolgt punktförmig auf eine statisch festgelegte Höchstgeschwindigkeit. Zum einen wird eine Geschwindigkeit von 60 km/h, 50 km/h oder 35 km/h (abhängig vom Zugtyp) 300 m vor dem Signal überwacht und zum anderen kann eine Geschwindigkeitsbeschränkung von 180 km/h bzw. von 160 km/h nach dem Überfahren eines Signal mit entsprechendem Signalbegriff festgelegt werden.
| Signalbezeichnung | Resonanzfrequenz | Signalbegriff                    | Bedeutung bei ASFA 200 |
| ----------------- | ---------------- | -------------------------------- | --- |
| L1                | 60 300 Hz        | Signal in gelb oder grün/gelb    | Der Triebfahrzeugführer wird akustisch und visuell auf das Überfahren der Balise hingewiesen. Er muss dies innerhalb von 3 Sekunden bestätigen, ansonsten wird eine Zwangsbremsung ausgelöst. Ab der Balise gilt eine Geschwindigkeitsüberwachung von 160 km/h, deren Überschreitung ebenfalls eine Zwangsbremsung auslöst. |
| L2                | 64 270 Hz        | ein grünes Blinklicht            | Der Triebfahrzeugführer wird akustisch und visuell auf das Überfahren der Balise hingewiesen. Er muss dies innerhalb von drei Sekunden bestätigen, ansonsten wird eine Zwangsbremsung ausgelöst. 18 Sekunden nach dem Überfahren der Balise erfolgt eine Geschwindigkeitsüberwachung auf 180 km/h und 29 Sekunden nach Überfahren der Balise auf 160 km/h. Die Überschreitung dieser Geschwindigkeiten löst eine Zwangsbremsung aus. |
| L3                | 68 510 Hz        | ein grünes Licht                 | Der Triebfahrzeugführer wird nur akustisch auf das Überfahren der Balise hingewiesen. Ab der Balise gilt eine Geschwindigkeitsüberwachung von 200 km/h, deren Überschreitung eine Zwangsbremsung auslöst. |
| L4                |                  |                                  | nicht verwendet |
| L5                |                  |                                  | nicht verwendet |
| L6                |                  |                                  | nicht verwendet |
| L7                | 88 690 Hz        | 300 m vor haltzeigenden Signalen | Der Triebfahrzeugführer wird akustisch und visuell auf das Überfahren der Balise hingewiesen. Ab der Balise gilt eine Geschwindigkeitsüberwachung von 60 km/h, deren Überschreitung eine Zwangsbremsung auslöst. |
| L8                | 96 128 Hz        | ein rotes Licht                  | Der Triebfahrzeugführer wird akustisch und visuell auf das Überfahren der Balise hingewiesen und es wird die sofortige Zwangsbremsung eingeleitet. |

## ASFA-Versionen
- ASFA konventionell (tauglich bis 160 km/h)
- ASFA FAC (Version für FAC)
- ASFA 200 (tauglich bis 200 km/h)
- ASFA 200 AVE (Version für AVE mit größeren Blockabschnitten)
- ASFA digital

### ASFA digital
Im Jahre 2005 wurde mit der Entwicklung von ASFA digital durch Adif begonnen. Allerdings bezieht sich die Bezeichnung digital dabei nur auf das rechnerbasierte Fahrzeuggerät, während die Informationsübertragung zwischen den Balisen und der Fahrzeugausrüstung weiterhin durch magnetische Induktion erfolgt, und keine digitalen Daten ausgetauscht werden. Jedoch wird die Frequenztabelle neu definiert und kann, im Vergleich zu dem alten ASFA, erweitert werden, um zusätzliche Funktionen zu ermöglichen. Auch das Fahrzeuggerät wurde dem Stand der Technik angepasst, um Funktionen erweitert und mit einem Bildschirm im Führerstand ausgestattet.
Bezüglich ETCS wird ASFA als Klasse-B-System (Class B-System) geführt.